# Papakula niveopunctata
Papakula niveopunctata är en spindelart som beskrevs av Embrik Strand 1911. Papakula niveopunctata ingår i släktet Papakula och familjen vårdnätsspindlar. Inga underarter finns listade i Catalogue of Life.